# جون بارنز (لاعب كرة قدم أسترالية)
جون بارنز (بالإنجليزية: John Barnes)‏ هو لاعب كرة قدم أسترالية أسترالي، ولد في 1 يونيو 1969.

## وصلات خارجية
- جون بارنز على موقع AustralianFootball.com (الإنجليزية)
- جون بارنز على موقع AFLtables.com (الإنجليزية)